# Lisardo
Lisardo Guarinos Riera (Valencia, España; 7 de octubre de 1970) es un actor y cantante español nacionalizado mexicano.

## Biografía
Nacido y crecido en Valencia (España). Llegó a México en 2003, donde reside desde entonces. Se casó en 2008 con la cantante y actriz mexicana Lisset, pero la pareja se divorció en 2014.

## Filmografía

### Telenovelas
- Tu vida es mi vida (2024) - Rolando Molina[2]
- Corona de lágrimas 2 (2022-2023) - Dr. Rogelio Cáceres
- Amor dividido (2022) - Lorenzo Íñiguez[3]
- Contigo sí (2021-2022) - Aníbal Treviño[4]
- Esta historia me suena (2021) - Ernesto[5]
- La mexicana y el güero (2020-2021) - Monti[6]
- Relatos Macabrones (2020) - Mauricio / Sacerdote, Doctor
- Rubí (2020) - Arturo de la Fuente
- Médicos, línea de vida (2019/2020) - Víctor
- La piloto 2 (2018) - Vasily Kilichenko
- En tierras salvajes (2017) - Carlos Molina
- Amor de barrio (2015) - Adalberto Cruz
- Yo no creo en los hombres... El origen (2014-2015) - José Luis Duval
- Mi corazón es tuyo (2014-2015) - Enrique Basurto
- De que te quiero, te quiero (2013-2014) - Roberto Esparza / Carlos Pereyra
- Amores verdaderos (2012-2013) - Carlos González / Joan Constantine
- Esperanza del corazón (2011-2012) - Aldo Cabral
- Cuando me enamoro (2010-2011) - Agustín Dunant
- Corazón salvaje (2009-2010) - Federico Martín del Campo
- Alma de hierro (2008-2009) - Diego Galindo
- Palabra de mujer (2007-2008) - Hernán Gil
- Lola, érase una vez (2007-2008) - Franz Wolfgang
- Yo amo a Juan Querendón (2007) - Gustavo
- Amar sin límites (2006) - Piero Escobar
- Rebelde (2006) - Martín / Octavio Reverte
- Mujer de madera (2004-2005) - Emilio Arroyo

### Videos musicales
- Llorar (2013)- Jesse & Joy ft. Mario Domm
- Para que (2010)- Margarita la Diosa de la Cumbia

### Teatro

#### En España
- La Bella y La Bestia (1999) - Gastón
- Notre Dame De Paris (2001) - Febo

#### En México
- Los Miserables (2003) - Jean Valjean
- José el Soñador (2003) - Faraón
- Víctor Victoria (2006-2008) - King Marshall
- La novicia rebelde (2009-2010) - Capitán Von Trapp
- Spamalot (2011-2012) - Sir Dennis Galahad
- Annie: Anita la huerfanita (2015-2016) - Oliver Warbucks

### Series y revistas matutinas
- Mujeres asesinas (2022) - Francisco del Río, Ep: Las bodas de plata
- Hoy (2016)
- Mujeres asesinas (2008) - "Sandra, trepadora" - Fermín Castaño
- La familia P. Luche (2007) - "Carrera de perros"
- Calle Nueva (2000)
- Mujer, casos de la vida real (1998-2007)

### Cine
- Como tú me has deseado (2007)
- Casi divas (2008)

## Premios y reconocimientos

### Premios TVyNovelas
| Año  | Categoría              | Telenovela            | Resultado |
| ---- | ---------------------- | --------------------- | --------- |
| 2012 | Mejor actor antagónico | Esperanza del corazón | Nominado  |

### Premios de la Asociación de Cronistas y Periodistas Teatrales (ACPT)
| Año  | Categoría                 | Obra de Teatro     | Resultado |
| ---- | ------------------------- | ------------------ | --------- |
| 2009 | Mejor actor en musical    | La novicia rebelde | Ganador   |
| 2006 | Mejor co-actor en musical | Víctor Victoria    | Ganador   |
| 2004 | Mejor co-actor en musical | José el Soñador    | Ganador   |